# Rue Falconet (Nantes)
La rue Falconet est une voie de la ville de Nantes, dans le département français de la Loire-Atlantique.

## Situation et accès
Située dans le centre-ville de Nantes, la rue part du quai de la Fosse pour aboutir en impasse. Ruelle étroite, elle est pavée et close d'une porte grillagée.

## Origine du nom
la rue porte les prénoms et nom du sculpteur Étienne Maurice Falconet (1716-1791). 

## Historique
Sur un document du 18 mars 1700, la rue est déclarée voisine du « Jardin du Gast Denier », au nord et au nord-est de la « cour des Richards ». Le coteau qui bordait jadis la Loire était couvert de vignes (on trouve un peu plus loin la rue des Vignes) et la « venelle des Gast Denier » serait devenue la rue des Cadeniers.
La rue porte ce nom depuis 1818, mais cette dénomination est toutefois déjà utilisée avant 1818, au moins dès 1807, notamment par la mention des adresses sur les actes d'état civil.